# 刘玄意
刘玄意（一作玄懿）（?—?），唐朝滑州胙城（今河南延津县胙城乡）人，唐朝驸马。
刘政会之子，袭封渝国公。贞观十七年（643年），太子李承乾谋反败露，唐太宗第三女南平公主的驸马王敬直因为与李承乾有交往，被流放岭南，南平公主改嫁刘玄意。唐高宗时，刘玄意任汝州刺史，历洪（今江西南昌）、饶（今江西上饶）八州采访使，与南平公主陪葬昭陵。

## 传记资料
- 《新唐書》卷九十·列传第十五·刘政会传